# Anglesey Abbey

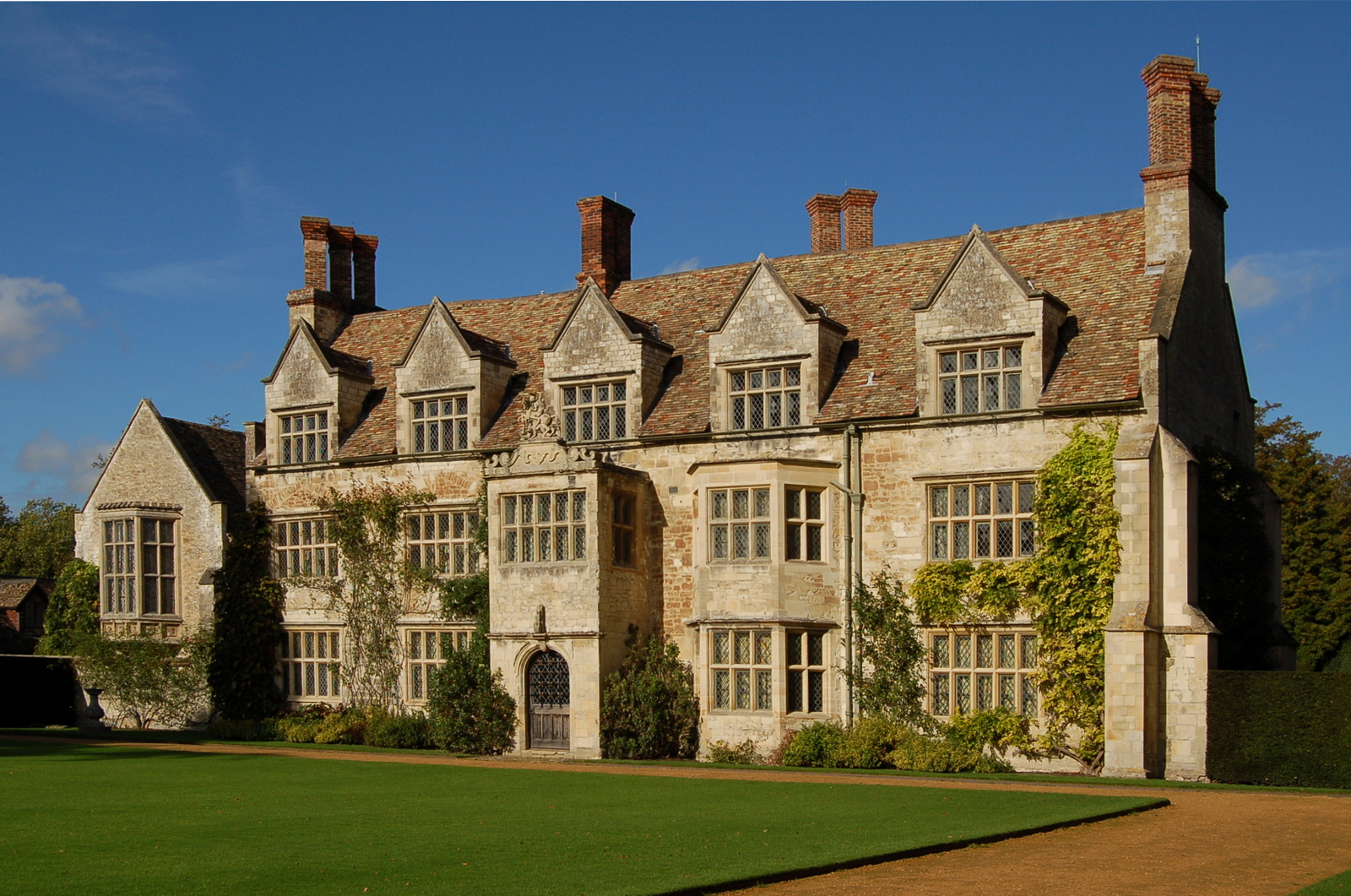
Südseite des Hauses

Anglesey Abbey ist ein Herrenhaus an der Stelle einer früheren Abtei im Dorf Lode, neun Kilometer nordöstlich von Cambridge, England. Der frühere Besitzer, Urban Huttleston Broughton, 1. Baron Fairhaven, hat das Haus renoviert und dessen Inneres mit einer wertvollen Sammlung von Möbeln, Bilder und Kunstobjekten ausgeschmückt. Das Haus und der Grund gehören inzwischen dem National Trust und sind weitestgehend öffentlich zugänglich.
Das 400.000 m2 große parkartige Grundstück teilt sich in mehrere Spazierwege und Gärten mit klassischen Statuen, Formschnitt-Hecken und Beeten. Der Park wurde in den 1930er Jahren im Stil des 18. Jahrhunderts vom letzten privaten Grundbesitzer, dem 1. Baron Fairhaven, angelegt. Von einem großen See nimmt man an, dass an der Stelle einer alten Koprolith-Grube liegt. Die Wassermühle von Lode wurde 1982 restauriert und verkauft heute Mehl an die Besucher. 2019 wurde Anglesey Abbey von rund 399.000 Personen besucht. 2024 betrug die Besucherzahl etwa 399.000 Personen.
Koordinaten: 52° 14′ 13,2″ N, 0° 14′ 24″ O